# Turpial de Bullock
El turpial de Bullock (Icterus bullockii) és un ocell de la família dels ictèrids (Icteridae).

## Hàbitat i distribució
Habita boscos de ribera, boscos de roures, horts i sabanes des del sud-oest del Canadà, a través de l'oest dels Estats Units fins al nord de Mèxic. En hivern arriba migra cap a sud, i es troba des de Mèxic fins Nicaragua.